# 岑宇軒
岑宇軒，香港本土派人士，物理學博士，前傘後組織慈雲山建設力量成員，前香港黃大仙區議會正愛選區議員，其老婆都係前慈雲山建設力量成員

## 政治生涯
在2015年區議會選舉後，岑宇軒撰文認為新興地區組織務必持續經營社區工作。

### 參選2019年區議會選舉
慈雲山建設力量社區主任岑宇軒參選2019年區議會選舉正愛選區，以超過2,000票的差距擊敗民建聯潘卓斌。
| 政党   | 政党           | 候选人    | 票数  | %     | ±      |
| ------ | -------------- | --------- | ----- | ----- | ------ |
|        | 慈雲山建設力量 | ①. 岑宇軒 | 5,764 | 61.10 | 不適用 |
|        | 民建聯         | ②. 潘卓斌 | 3,670 | 38.90 | 不適用 |
| 多数票 | 多数票         | 多数票    | 2,094 | 22.20 | +1.94  |

### 區議會服務（2019年-2021年）
慈雲山建設力量黃大仙區議會正愛選區議員岑宇軒在2020-2021年度共加入4個委員會。
- 地區設施管理委員會委員
- 交通及運輸事務委員會委員
- 房屋事務委員會委員
- 食物環境衞生事務委員會委員

## 外部連結
- 黃大仙區議會議員岑宇軒博士 （页面存档备份，存于）

| 議會席位      | 議會席位                                 | 議會席位    |
| ------------- | ---------------------------------------- | ----------- |
| 前任： 陳曼琪 | 黃大仙區議會正愛選區 2020年—2021年7月9日 | 繼任： 懸空 |